# Theodor Riedel (Marineoffizier)
Theodor Riedel (* 15. Januar 1881 in Kiel; † 31. Mai 1916 während der Skagerrakschlacht) war ein deutscher Korvettenkapitän der Kaiserlichen Marine.

## Leben
Theodor Riedel war ein Sohn des späteren Konteradmirals Louis Riedel.
Theodor Riedel trat am 12. April 1898 in die Kaiserliche Marine ein. 1900 war er auf der Fürst Bismarck, welche während des Boxeraufstandes in Ostasien eingesetzt wurde. Nach seiner Rückkehr aus Asien war er als Wachoffizier auf der Neptun (u. a. 1903 als Oberleutnant zur See), der Hildebrand und der Kaiser Karl der Große eingesetzt. 1906 kam er zur Torpedowaffe und wurde am 30. September 1913 Chef der 6. Torpedoboots-Halbflottille. Am 17. Juni 1915 wurde er in dieser Position zum Korvettenkapitän befördert. Während der Skagerrakschlacht kam er beim Untergang des Halbflottillenführerbootes V 48 um.
Die Kriegsmarine benannte ihren Zerstörer Z 6 Theodor Riedel nach ihm.